# Кеннель, Карл
Карл Ке́ннель (нем. Karl Kennel; 17 января 1914, Пирмазенс, Германская империя — 1 июля 1999, Пирмазенс, Рейнланд-Пфальц, Германия) — немецкий лётчик-ас Второй мировой войны. Пилот истребительной и штурмовой авиации, майор Люфтваффе (30 января 1945). Кавалер Рыцарского креста Железного креста с дубовыми листьями.

## Биография
В 1934 году вступил в полицию Людвигсхафена . 9 мая 1935 года переведен в Люфтваффе. Окончив авиационное училище в Шляйссхайме, получил подготовку лётчика-истребителя.
В декабре 1938 года прошёл подготовку пилота Bf.110. и в 1939 году был зачислен в 1-ю группу 26-й тяжелой истребительной эскадры.
Участвовал во Французской кампании, совершил 48 боевых вылетов. Свою первую победу одержал, сбив британский самолёт в районе Дюнкерка. Во время битвы за Британию, сражался в составе 2-й группы 2-й тяжелой истребительной эскадры, совершил 30 боевых вылетов и сбил ещё 2 самолета.
С апреля 1942 года — командир 1-й эскадрильи учебной тяжёлой истребительной группы, занимавшейся обучением летчиков полетам на Messerschmitt Me.210. В октябре 1942 года был переведен в штурмовую авиацию и 1 ноября 1942 года назначен командиром 5-й эскадрильи 1-й эскадры пикирующих бомбардировщиков, вооруженной самолетами Focke-Wulf Fw 190 Würger.
Участник боев в СССР (Украине и Юге России), где сбил 25 самолётов. С 15 ноября 1943 года — командир 1-й группы 152-й эскадры поддержки сухопутных войск, с 29 июля 1944 года — 2-й группы 2-й эскадры поддержки сухопутных войск, которой командовал до конца войны.
Всего за время боевых действий совершил 957 боевых вылетов и одержал 34 авиапобеды, в том числе 31 на Восточном фронте.
Свой последний боевой вылет совершил утром 8 мая 1945 г.

## Награды
- Железный крест 1 класса (1940)
- Железный крест 2 класса (1940)
- Немецкий крест в золоте (1942)
- Рыцарский крест Железного креста (1942)
- дубовые листья (1944)
- Медаль «За выслугу лет в вермахте» (4 года)
- Медаль «В память 1 октября 1938 года»
- Авиационная планка штурмовика в золоте с подвеской «900»
- Нагрудный знак пилота
- Почётный Кубок люфтваффе